# Randolph (Kansas)
Randolph – miasto w Stanach Zjednoczonych, w stanie Kansas, w hrabstwie Riley.